# جهاز ترطيب

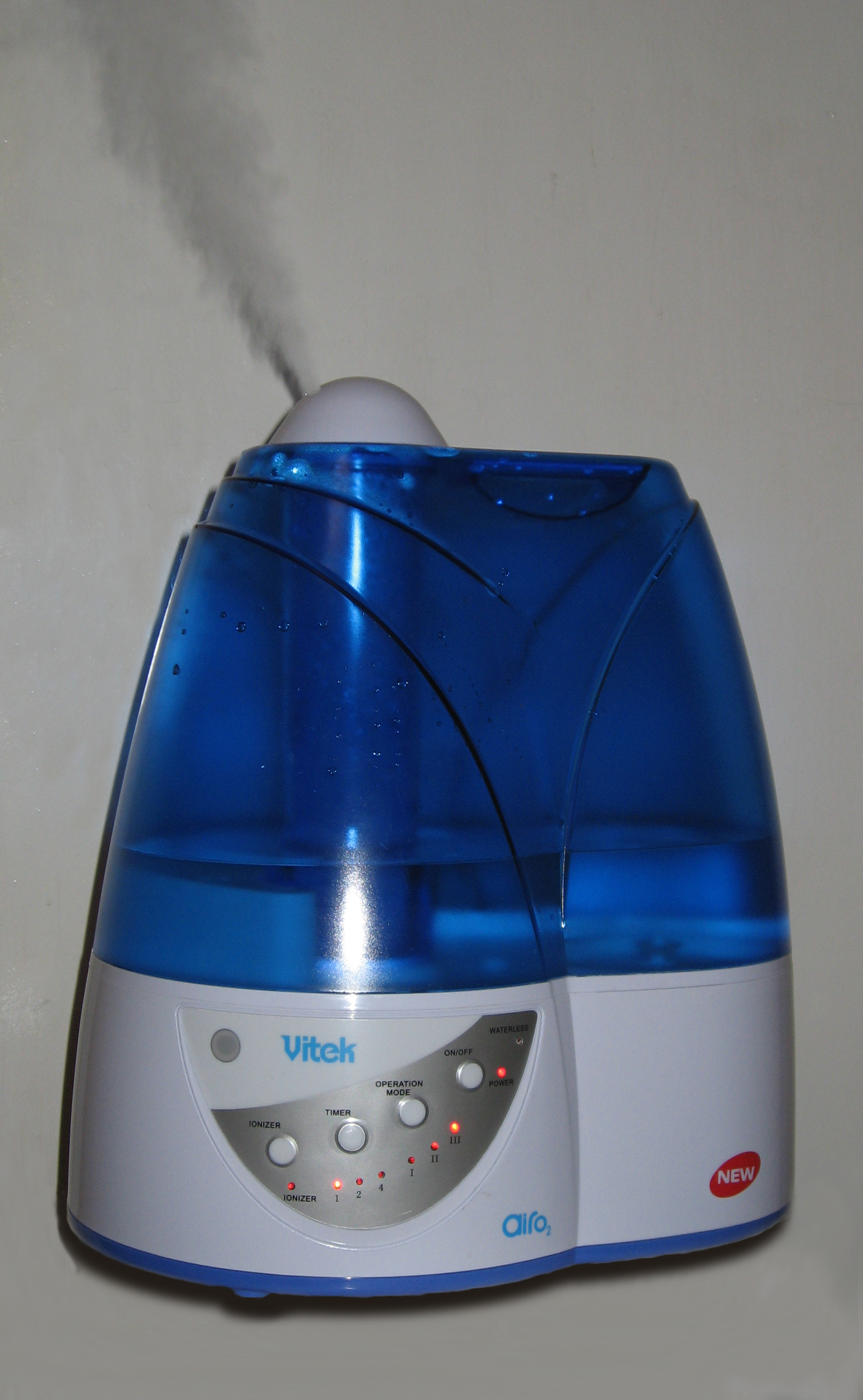
جهاز الترطيب فيتيك العامل على الأمواج فوق الصوتية.

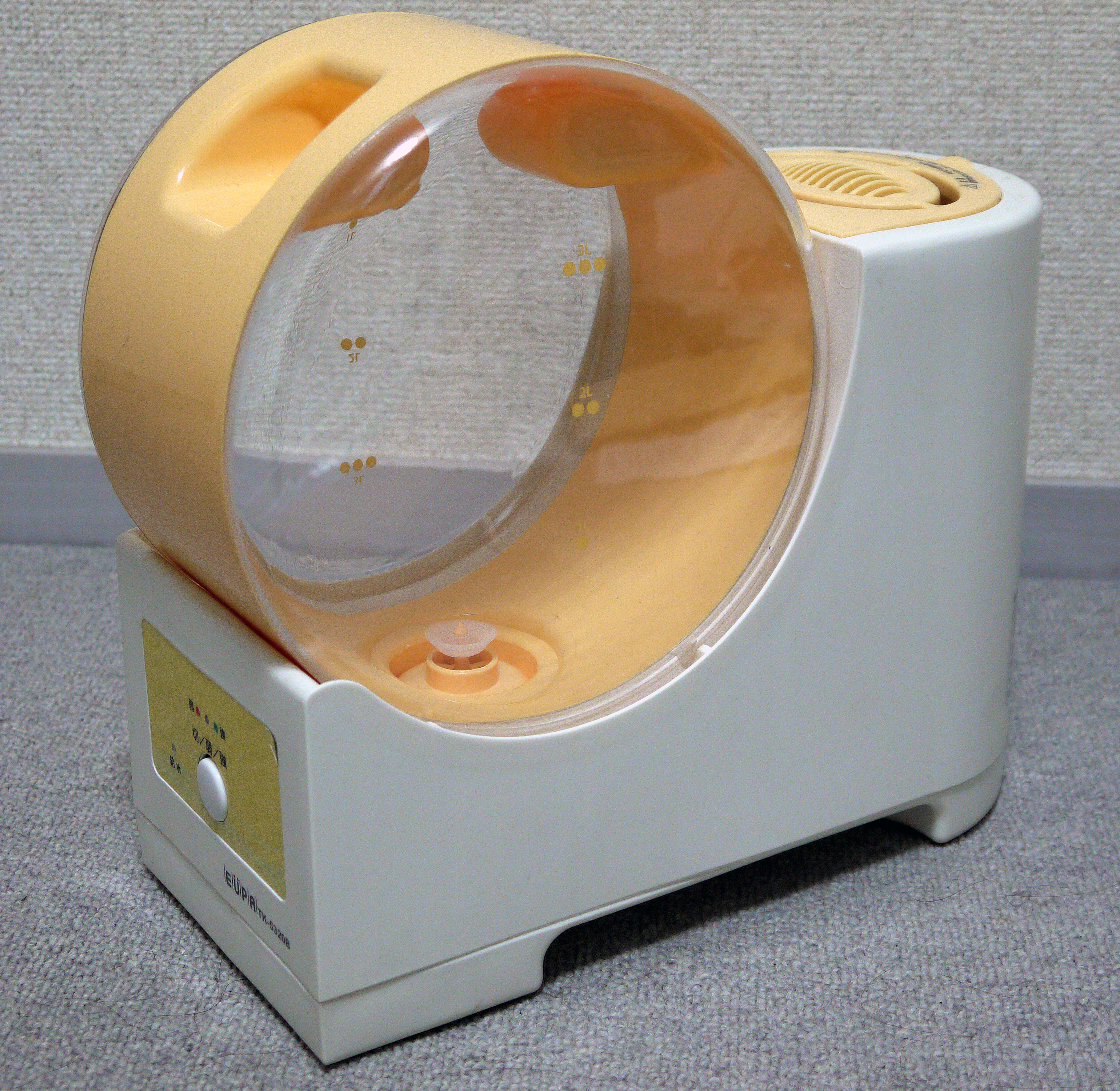
جهاز ترطيب تبخير دافئ.

المرطب (الجمع: مُرَطِّبَات) أو جهاز الترطيب (الجمع: أَجْهِزَة التَرْطِيْب) هو أحد الأجهزة الكهربائية المنزلية التي تزيد الرطوبة في غرفة واحدة أو في كامل المنزل. هناك أجهزة ترطيب صغيرة تستخدم لترطيب غرفة واحدة، كما أن هناك أجهزة تربط إلى نظام التدفئة والتهوية والتبريد في منزل لتوفير الرطوبة إلى كامل المنزل.
وتستخدم أجهزة ترطيب الهواء في الصناعة لتوفير الجوّ الملائم لاختبار أو تصنيع مواد معينة، كما تساعد أجهزة الترطيب على تقليل الكهرباء الساكنة في المنازل ومنع الهياكل الخشبية والأثاث من أن تصبح هشة.
يستخدم كثير من الناس أجهزة الترطيب في الشتاء لتساعدهم على الشعور براحة أكثر. وحيث إنّ الهواء الساخن يكون جافًا جدًا ويساعد على إثارة الجيوب الأنفية، فإن أجهزة الترطيب تساعد على تقليل مثل هذه الإثارة. كما أنها تبطّئ من عملية تبخر الرطوبة من الجلد، وبذلك يقل أثر تبريد التبخر، مما يجعل الناس يشعرون بدفء أكبر تحت درجات حرارة أقل.

## جهاز ترطيب التبخير
يعتبر «المبخر» هو جهاز الترطيب الأكثر شيوعاً، ويتألف من بضعة أجزاء أساسية هي الخزانو فتيلة ومروحة. الفتيلة هي عبارة عن جزء يقوم بالتصفية حيث تمتص المياه من الخزان وتوفر مساحة أكبر لعملية التبخير. تكون المروحة بجوار الفتيلة وتقوم بإيصال تيار هوائي إلى الفتيلة للمساعدة في تبخير المياه.

## أنواع أخرى من جهاز الترطيب
- المبخر (مرطب البخار) : يقوم بغلي الماء، مطلقا للرطوبة على شكل بخار في الهواء.
- جهاز ترطيب بمروحة : يحتوي على قرص دوراني يقوم بنشر المياه عن طريق إمرار تيار هوائي، ناشرا قطرات المياه في الهواء.
- جهاز الترطيب بالموجات فوق الصوتية : تقوم الموجات فوق الصوتية بإنشاء قطرات مياه والتي تخرج من المرطب على شكل ضباب بارد.

## المشاكل والمخاطر الصحية
- الاستخدام المفرط لأجهزة الترطيب يؤدي إلى رفع الرطوبة النسبية إلى مستويات عاليه مما يعزز من نمو عث الغبار والعفن، ويمكن أيضا أن يسبب التهاب رئوي للأشخاص الذين يعانون من فرط الحساسية للرطوبه.
- ينصح بأن تكون معدلات الرطوبة النسبية ما بين 30 ٪ إلى 50 ٪ في المنازل ولمراقبة ذلك ينصح باستخدام أجهزة ترطيب يمكنها التحكم في نسبة الرطوبة وقياسها للحفاظ على المعدلات المطلوبة.
- إذا كان ماء الصنبور يحتوي على الكثير من المعادن، والمعروف أيضا باسم الماء العسر، فلا يجب استخدامه مع أجهزة الترطيب بالموجات فوق الصوتية لأنها سوف تنتج ما يعرف ب «الغبار الأبيض»، ويمكن منعه باستخدام الماء المقطر أو خرطوشة التنقية.